# Spirits Dancing in the Flesh
Spirits Dancing in the Flesh é o décimo quinto álbum de estúdio da banda americana Santana, lançado em Junho de 1990 e chegou a 85ª posição nas paradas da Billboard. É o último lançamento de Santana pela Columbia Records.

## Faixas
| N.º | Título                                                     | Música                                    | Duração |  |
| 1.  | "Let There Be Light/Spirits Dancing In The Flesh"          | Santana, Thompson                         | 7:30    |  |
| 2.  | "Gypsy Woman"                                              | Mayfield                                  | 4:30    |  |
| 3.  | "It's a Jungle out There"                                  | Santana                                   | 4:32    |  |
| 4.  | "Soweto (Africa libre)"                                    | Santana, Thompson, Johnson                | 5:07    |  |
| 5.  | "Choose"                                                   | Santana, Thompson, Ligertwood             | 4:13    |  |
| 6.  | "Peace on Earth...Mother Earth...Third Stone from the Sun" | Coltrane, Santana, Jimi Hendrix           | 4:23    |  |
| 7.  | "Full Moon"                                                | Rustichelli                               | 4:33    |  |
| 8.  | "Who's that Lady"                                          | Isley, Isley, Isley, Isley, Isley, Jasper | 4:13    |  |
| 9.  | "Jin-go-lo-ba"                                             | Babatunde Olatunji                        | 4:52    |  |
| 10. | "Goodness and Mercy"                                       | Santana, Thompson                         | 4:32    |  |